# Tadeusz Rogalski
Tadeusz Rogalski est un boxeur polonais né le 24 novembre 1912 et mort le 25 mars 1986 à Poznań.

## Carrière
Sa carrière amateur est principalement marquée par une médaille de bronze remportée aux championnats d'Europe de 1934 dans la catégorie des poids coqs.

## Palmarès

### Championnats d'Europe
- Médaille de bronze en -53,5 kg en 1934 à Budapest, Hongrie